# فرودگاه آرارات
فرودگاه آرارات (به انگلیسی: Ararat Airport) یک فرودگاه همگانی با کد یاتا ARY است که یک باند فرود چمن دارد و طول باند آن ۶۶۰ متر است. این فرودگاه در کشور استرالیا قرار دارد و در ارتفاع ۳۰۷ متری از سطح دریا واقع شده‌است.